# Palazzo Duchi di Santo Stefano
Il trecentesco Palazzo Duchi di Santo Stefano di Taormina è un capolavoro dell'arte gotica siciliana con elementi caratteristici di normanna. Originariamente di proprietà della famiglia di origine spagnola De Spuches (o De Spucches), Duchi di Santo Stefano di Briga e Principi di Galati, il palazzo è stato acquisito dal Comune di Taormina nel 1964 e destinato a sede della Fondazione Mazzullo.

## Storia
Il palazzo dei Duchi di Santo Stefano nasce, nella sua forma attuale, tra la fine del Trecento ed i primi del Quattrocento per accogliere la famiglia De Spuches. Esso è parte integrante della cinta muraria di Taormina.
Nel 1964, il Comune di Taormina acquistò il palazzo da Vincenzo De Spuches, giovane discendente della nobile casata che viveva a Palermo.
Oggi il palazzo è sede di una fondazione dedicata all'artista Giuseppe Mazzullo, nato il 15 febbraio del 1913 a Graniti e deceduto a Taormina nel 1988. Durante l'estate, nel giardino, si tengono importanti manifestazioni culturali.

## La facciata ed il giardino

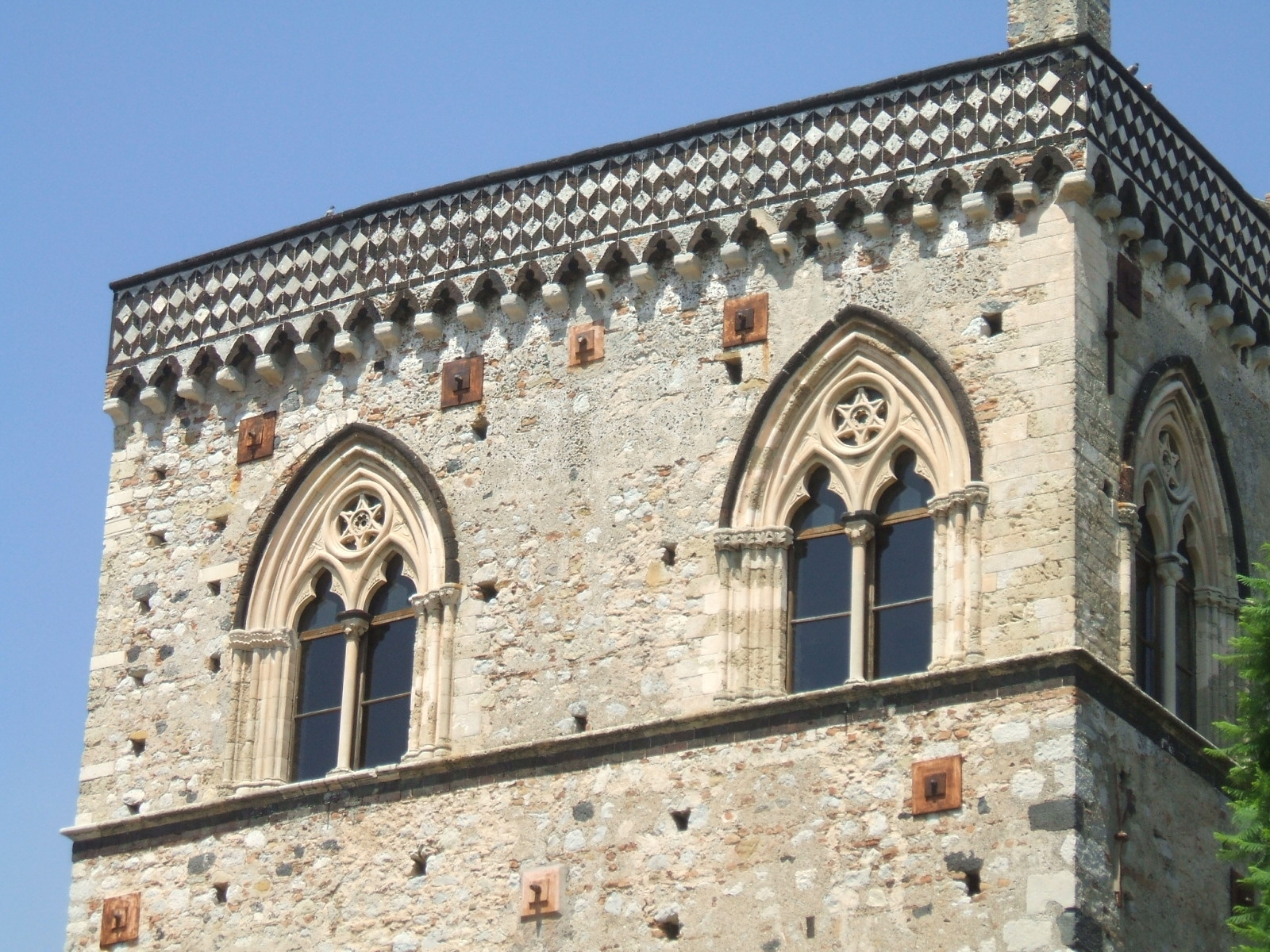
La merlatura bicroma del prospetto superiore

L'imponente struttura quadrata, la posizione del palazzo sulla cinta muraria dell'antico borgo e le mura merlate, oggi in parte scomparse, lasciano pensare ad un'originaria struttura normanna. Sulle facciate principali è inoltre presente un imponente fregio in pietra lavica decorato con inserzioni romboidali in pietra bianca di Siracusa.
Il secondo piano è caratterizzato da quattro imponenti finestre bifore in stile gotico riccamente decorate poste in coppia sui due prospetti nobili che si affacciano sul giardino. Le luci delle bifore sono sormontate da un merletto trilobato a destra e a sinistra della colonnina centrale. Il tutto termina con un arco a sesto acuto sotto il quale appare un rosone traforato.
Un bel giardino si sviluppa su un terreno scosceso davanti alle facciate a est e nord. Al centro dello stesso si trova un pozzo per la raccolta delle acque piovane.

## Gli interni
Il palazzo si sviluppa su tre livelli e caratterizzato da volte a crociera gotiche costolonate. Al pian terreno si accede attraverso un arco a sesto acuto decorato con un'alternanza di pietra lavica e granito di Taormina. All'interno una colonna di granito rosa si innalza al centro della stanza. Questa è detta provenire dal Teatro Greco. Nel 1700 viene realizzata una scala che porta al primo piano. Precedentemente, vi si accedeva attraverso un complesso sistema di ponti levatoi e scale mobili attraverso una piccola porta ancora visibile sulla facciata. Al secondo piano si accedeva probabilmente con una scala interna oggi riprodotta in legno nel corso di un restauro.